# Olympische Winterspiele 2018/Teilnehmer (Thailand)
| Gelbes Symbol für Goldmedaillen mit stilisierten Olympischen Ringen | Graues Symbol für Silbermedaillen mit stilisierten Olympischen Ringen | Braundes Symbol für Bronzemedaillen mit stilisierten Olympischen Ringen |
| ------------------------------------------------------------------- | --------------------------------------------------------------------- | ----------------------------------------------------------------------- |
| —                                                                   | —                                                                     | —                                                                       |

Thailand nahm an den Olympischen Winterspielen 2018 in Pyeongchang mit vier Athleten in zwei Disziplinen teil, davon zwei Männer und zwei Frauen. Fahnenträger bei der Eröffnungsfeier war Mark Chanloung.

## Teilnehmer nach Sportarten

### Ski Alpin
| Athleten                 | Wettbewerbe  | 1. Lauf | 2. Lauf       | Gesamt        | Gesamt        |
| Athleten                 | Wettbewerbe  | Zeit    | Zeit          | Zeit          | Rang          |
| ------------------------ | ------------ | ------- | ------------- | ------------- | ------------- |
| Frauen                   |              |         |               |               |               |
| Alexia Arisarah Schenkel | Riesenslalom | DNF     | ausgeschieden | ausgeschieden | ausgeschieden |
| Alexia Arisarah Schenkel | Slalom       | DNF     | ausgeschieden | ausgeschieden | ausgeschieden |
| Männer                   |              |         |               |               |               |
| Nicola Zanon             | Riesenslalom | DNF     | ausgeschieden | ausgeschieden | ausgeschieden |
| Nicola Zanon             | Slalom       | DNS     | ausgeschieden | ausgeschieden | ausgeschieden |

### Skilanglauf
| Athleten        | Wettbewerbe     | Zeit        | Rang       |
| --------------- | --------------- | ----------- | ---------- |
| Frauen          |                 |             |            |
| Karen Chanloung | 10 km Freistil  | 32:30,2 min | 82         |
| Männer          |                 |             |            |
| Mark Chanloung  | 15 km Freistil  | 38:40,8 min | 79         |
| Mark Chanloung  | 50 km klassisch | überrundet  | überrundet |

| Athleten       | Wettbewerbe      | Qualifikation | Qualifikation | Viertelfinale | Viertelfinale | Halbfinale    | Halbfinale    | Finale        | Finale        | Rang |
| Athleten       | Wettbewerbe      | Zeit          | Rang          | Zeit          | Rang          | Zeit          | Rang          | Zeit          | Rang          | Rang |
| -------------- | ---------------- | ------------- | ------------- | ------------- | ------------- | ------------- | ------------- | ------------- | ------------- | ---- |
| Männer         |                  |               |               |               |               |               |               |               |               |      |
| Mark Chanloung | Sprint klassisch | 3:26,12 min   | 57            | ausgeschieden | ausgeschieden | ausgeschieden | ausgeschieden | ausgeschieden | ausgeschieden | 57   |